# Jūbako
Jūbako (重箱 ou じゅうばこ) são caixas utilizadas na culinária japonesa. Um conjunto de jūbako é constituído de 3 a 5 caixas de formatos quadrados, hexágonos, octógonos ou redondos, que se encaixam uma sobre a outra, e possui uma tampa para ser colocada no topo.

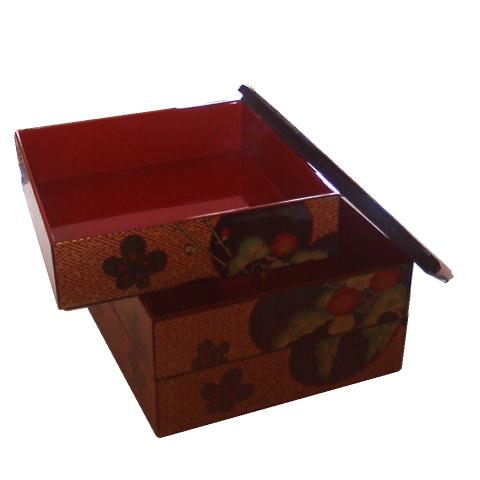
Conjunto de 3 jūbakos quadrados

Os jūbakos são utilizados em ocasiões especiais como o ano novo e os sekku (datas festivas japonesas como o tanabata), ou em passeios com piquenique.